# Надежда Петрович
Надежда Петрович (на сръбски: Надежда Петровић) е значима сръбска живописка от края на ХІХ и началото на ХХ век.

## Биография
Родена е в Чачак на 12 октомври 1873 г., починала е във Валево на 3 април 1915 г.
Премества се през 1884 г. със семейството си в Белград. Завършва Висшето девическо училище в Белград през 1891 година. През 1892 година държи изпит за преподавател по рисуване в средни училища и става ученик в ателието на Джордже Кръстич. През 1896 – 1897 година следва в школата на Цирил Кутлик. От 1898 година следва в Мюнхен в ателието на словенеца Антон Ажбе.
През 1900 година прави своята първа самостоятелна изложба в Белград. През 1901 г. започва работа в ателието на Юлиус Екстер в Мюнхен.
На 26 август 1903 година, заедно с Делфа Иванич и Милица Добри, основава хуманитарно дружество „Кръг на сръбските жени“ (на сръбски: „Коло српских сестара“). Дружеството възниква като реакция на погрома върху християните (бел.ред.: българите в Македония) от (както са смятали тогава) Стара Сърбия след Илинденското въстание. Надежда даже отива в Македония с Милица Добри, за да раздава хуманитарна помощ, събрана от дружеството.
С нея, под прикритието на придружител, ходи и Воислав Танкосич, работещ за разпространяването на сръбската пропаганда в Македония. Надежда пренася впечатленията си от това опасно пътуване в драмата „Войвода Мицко Поречки“, в която главен герой е войводата Мицко Кръстев. Драмата не е публикувана пожизнено. От 1904 година се занимава с организирането на Първата югославска художествена изложба, основаването на художествено сдружение „Лада“ и Първия югославски художествен пленер в Сичево, Пиротско, 1905). Занимавала се е и с художествена критика.
До 1912 година представя множество изложби: Изложбите на Лада, Изложбите на югославския пленер 1907 г.; Изложба на сръбското художествено сдружение 1908 г.; Втора самостоятелна изложба в Любляна през 1910 г.; на Есенния салон в Париж и в Загрев в рамките на групата Медулич; през 1911 година е на сръбския павилион на Международната изложба в Рим.
През 1912 г. открива художествена школа в Белград и участва на четвъртата югославска изложба.
По време на Балканската война участва като доброволец-сестра в полева болница на фронта. Отново е доброволец и в следващите войни през 1913 и 1914 година. Умира във Валево, от тифус, по време на длъжността си доброволец в полевата болница.

### Интересни факти
Образът на художничката е част от графичния дизайн на банкнотите от 200 сръбски динара, която номинация е посветена в нейна чест. За първи път при сръбските банкноти е изобразена известна жена.

## Художествено творчество
Живописта на Надежда Петрович, нареждана сред най-значимите сръбски художници от началото на 20 век, въвежда сръбското изкуство в руслото на съвременното европейско изкуство по това време. Благодарение на духа ѝ, който се стреми към модерния свят, и щастливите обстоятелства да се образова в художествените центрове на Европа, нейната живопис следва европейския експресионизъм, приближавайки се понякога и до, неутвърдило се по онова време, абстрактно изкуство.
В най-добрите и творби доминират огромните повърхнини, нейният любим червен и неговият допълнителен зелен цвят.
На някои творби се срещат и фовистичният лилав цвят, синьо и черно. Рисува основно портрети и пейзаж, като под влиянието на нейния патриотичен дух често избира теми от сръбската национална история и прави портрети на хора от, смятащите ги тогава за, сръбски предели.
Като цяло творчеството ѝ е доста изразително, излъчва сила и храброст на единствената жена – живописец, по това време, от Балканите. Обучението и в Мюнхен, пътуванията до Париж и Италия, както и постоянните завръщания в традиционно настроената Сърбия, оставят следа върху платната ѝ, така че нейното творчество може да бъде разделено на периоди.
По време на Балканската, Междусъюзническата и Първата световна война се занимава с фотография.

### Мюнхенски период (1898 – 1903)
Първият мюнхенски период – по време на обучението ѝ в школата на словенския живописец Антон Ажбе (Баварец, копие на стари майстори)
Втори мюнхенски период – работейки в ателието на Юлиус Екстра, един от основателите на мюнхенския сецесион (Баварец с шапка, Воденица, Иберзе, Борова гора, Чамова гора, Акт в гръб)
- Дърво в гората, 1902, Народен музей, Белград
- Баварец с шапка, 1900, Художествена галерия „Надежда Петрович“, Чачак
- Воденица, 1901, Художествена галерия „Надежда Петрович“, Чачак

### Сръбски период (1903 – 1910)
Първи сръбски период – след 1903 г. (Стебло в гората, Ресник, Старото гробище, Жътва, Домакин, Девойче от Сичево, Сичево, Гъдулар, Калугер)
Втори сръбски период – след Италия 1907 г. (Салове на Сава, Жена с чадър, Ангя, Старото беолградско гробище)
- Ресник, 1904, Народен музей, Белград
- Портрет на старица (Милевица Петрович), 1909, Художествена галерия „Надежда Петрович“, Чачак
- Призренчанка (Циганка), 1905, Художествена галерия „Надежда Петрович“, Чачак

### Парижки период (1910 – 1912)
(Мост на Сена, Кей на Сена, Крали Марко и Милош Обилич, Булонска гора, Море, Плаж в Бретаня, Църквата Света Богородица в Париж)
- Море, 1910, Художествена галерия „надежда Петрович“, Чачак

### Военен период (1912 – 1915)
(Чаршия, Стар шадраван в Призрен, Призрен, Грачаница – няколико студии, Косовски божури – няколико студии, Душанов мост, Везиров мост, Руини, Валевската болница)
- Стар шадраван в Призрен, 1913 г., Художествена галерия „Надежда Петрович“ Чачак
- Грачаница, 1913, Художествена галерия „Надежда Петрович“ Чачак
- Турски мост
- Поле с косовски божури
- Старият Призрен

## Литературни източници
на сръбски език
1. Станислав Живковић, Надежда Петровић (1873 – 1915), ЗЛУМС, Нови Сад 1966.
2. Миодраг Б. Протић, Српско сликарство XX века, књига I, Нолит, Београд 1970.
3. Лазар Трифуновић, Српско сликарство 1900 – 1950, Београд 1973.
4. Катарина Амброзић, Надежда Петровић 1873 – 1915, Београд 1978.
5. K. Ambrozic, Nadežda Petrović (1873 – 1915), Bayerische Staatsgemuldesammlungen/Neue Pinakothek, Munchen 1985.
6. Каталог сталне поставке са водичем кроз збирке, Уметничка галерија „Надежда Петровић“, Чачак 1995.
7. Надежда Петровић 1873 – 1915, ПУТ ЧАСТИ И СЛАВЕ, каталог, Београд 1998.